# 華寶藏
華寶藏（1902年—1958年11月），藏族，青海省剛察縣哈爾蓋鄉果洛藏秀麻人。他是海北剛察地區的千戶，俗稱「剛察苟洛」，轄下大小部落19個，8800多人。民國37年（1948年）在青海省藏民選區當選第一屆立法委員，中华人民共和国成立初期仍担任当地官员，后被捕死于狱中。

## 生平[1][2][3]
- 1935年，海西蒙古族與哈薩克族發生糾紛。械鬥不已，一部分蒙古族牧民和40多戶哈薩克牧民先後逃到剛察地區，華寶藏不但將他們妥善安置，還劃給他們一些草場和牛羊
- 1936年，任「環海八族」達盟總千戶
- 1946年，中國國民黨青海省第二次代表大會監察委員
- 1947年，任青海南部邊區警備司令部騎兵第三旅旅長[4]
- 1950年，被青海省人民政府任命為省工業廳副廳長、剛察縣縣長
- 1953年，被選為海北藏族自治區（地区级）副主席
- 1955年，改為海北藏族自治州以後，被選為副州長；又被任命為西北民族事務委員會委員
- 1955年，主持調解了剛察牙秀部落與祁連阿里克部落之間的草原糾紛，並將牙秀部落所占據的部分草場還給了阿里克部落。這之後，他又調解了天峻和剛察之間的格次冷烏隆的草原糾紛
- 1957年，青海省政府決定建立尕曲農場，要占用剛察部分草場，他也是主動讓出可耕地30萬畝，草場80多萬畝
- 1958年11月，因叛亂嫌疑被捕審查，病故於獄中，終年57歲